# Matchbox (gestionnaire de fenêtres)
Pour les articles homonymes, voir matchbox.

Couches de l'interface graphique : place du gestionnaire de fenêtres.

Matchbox est un gestionnaire de fenêtres (window manager) libre pour X Window System spécialement conçu pour les systèmes embarqués.
Il est notamment utilisé pour l'ordinateur du projet One Laptop per Child, développé par le MIT pour fournir des ordinateurs à moins de 100 $, ainsi que sur les tablettes tactiles Nokia 770 et N800, ou le téléphone OpenMoko.
Il fait partie du projet Yocto.
C'est un logiciel libre distribué selon les termes de la licence GNU GPL.